# Stephan El Shaarawy
Stephan El Shaarawy (arabsky ستيفان الشعراوي‎; * 27. října 1992 Savona, Itálie) je italský fotbalový útočník hrající za Řím i za reprezentaci Itálie. V prosinci 2012 skončil druhý v anketě Golden Boy pořádané italským deníkem Tuttosport pro nejlepší evropské fotbalisty do 21 let (za vítězným Iscem).

## Přestupy
- z Janova do Milána za 20 300 000 eur
- z Milána do Monaka za 2 000 000 eur (hostování)
- z Milána do Říma za 1 400 000 eur (hostování)
- z Milána  do Říma za 13 000 000 eur
- ze Říma do Shanghai Shenhua za 16 000 000 eur
- z Shanghai Shenhua do Říma zadarmo

## Osobní život
Narodil se v Savoně, otec pochází z Egypta a matka je Italka. Egypt měl zájem získat ho do své reprezentace.

## Herní styl
El Shaarawyův styl hry je přirovnáván k někdejšímu ukrajinskému fotbalistovi ve službách AC Milán Andriji Ševčenkovi.

## Kariéra

### Klubová

#### Padova
V červenci 2010 byl poslán na roční hostování do druholigové Padovy. V sezóně zaznamenal, coby osmnáctiletý fotbalista, 7 gólů a 2 asistence v 25 ligových zápasech. Klub skončil na 5. místě a postoupil do play off. Dvěma góly v odvetě semifinále play off pomohl k postupu do finále, kde neuspěla.

#### Milán
Svými výkony zaujal několika klubů. Nakonec jej koupil Milán, který poslal peníze za spoluvlastnictví a Merkela. První utkání za Rossoneri odehrál ve věku 18 let 18. září 2011 při venkovním utkání na Neapoli. V 77. minutě vystřídal záložníka Aquilaniho, ale na nepříznivém stavu 1:3 se už nic nezměnilo. První branku vstřelil o tři dny později proti Udinese (1:1).
V sezóně 2012/13 již patřil k Rossoneri, která jej vykoupila. Po odchodu Ibrahimoviče patřil k oporám týmu, když se stal nejlepším střelcem týmu s 16 gólů v 29 ligových utkáních. V LM vstřelil první branku 3. října 2012 proti Petrohradu a se stal rekordmanem svého klubu, jakožto nejmladší hráč klubu, který vstřelil gól v této prestižní klubové soutěži. Celkem tak v sezoně vstřelil 19 branek.
V následujících dvou sezonách byl často zraněný a tak se vedení rozhodlo že jej pošle na hostování do Monaka, která na něj měla opci ke koupi.

#### Monako
První utkání za knížecí tým odehrál 28. července 2015 v předkole LM, proti Young Boys (3:1). Dne 4. srpna vstřelil první branku, při odvetném utkání (4:0). Do ledna 2015 odehrál 24 utkání a v opci byla zahrnuta povinnost hráče koupit, když nastoupí do 25 utkání. Nakonec se klub rozhodl opci nevyužít a raději ukončil s hráčem spolupráci.

#### Řím
Rossoneri jej nechtěli a poslali jej opět na hostování. Dne 26. ledna 2016 odešel do Říma. V dohodě bylo zahrnuto povinnost koupě. První utkání odehrál 30. ledna proti Frosinone (3:1) a v utkání vstřelil svůj první branku. Do konce sezony vstřelil ještě sedm branek a s týmem skončil lize na 3. místě.
V následující sezoně byl střelecky lepší. Celkem vstřelil 12 branek ze 44 utkání a pomohl klubu se dostat v lize na 2. místě. I v další sezoně se mu i týmu dařilo a v LM dosáhl semifinále a 3. místě v lize.
V sezoně 2018/19 vstřelil v lize 11 branek, což bylo nejvíce za šest let. Jenže týmového úspěchu se nedočkal a po sezoně se rozhodl vlky opustit.

#### Šanghaj
Dne 8. července 2019 byl prodán do čínského Šanghaj Šen-chua, kde podepsal tříletou smlouvu v hodnotě 16 milionů euro čistého ročně. Za dvě sezony zde odehrál celkem 19 utkání a vstřelil 4 branky a získal Čínský fotbalový pohár (2019). Dne 22. ledna 2021 byl propuštěn a ukončil tak své zkušenosti v Číně.

#### Zpět v Římě
Smlouvu s vlky podepsal 30. ledna 2021. S týmem se dostal do semifinále EL. V následující sezoně slavil vítězství v novém evropském poháru EKL. Velmi blízko k vítězství v evropském poháru byl i v další sezoně, když se dostal do finále EL, kde ale prohrál se Sevillou až na penalty. Následující sezoně se opět dostal v EL do semifinále, kde byl vyřazen s Bayerem. Za 4 odehrané sezony u vlků se vždy dostal alespoň do semifinále evropských pohárech.

### Reprezentační
Poprvé byl povolán do seniorského národního týmu trenérem Prandellim a svůj debut odehrál 15. srpna 2012, ve věku 19 let, proti Anglii (2:1). První branky se dočkal 14. listopadu během přátelského zápasu proti Francii (2:1).
Zúčastnil se Konfederačního poháru 2013, odkud bral bronz. Také se zúčastnil dvou turnajů ME (2016 a 2024)

## Statistika

### Klubová
| Sezóna            | Klub              | Liga              | Liga   | Liga | Ligové poháry | Ligové poháry | Ligové poháry | Kontinentální poháry | Kontinentální poháry | Kontinentální poháry | Celkem | Celkem |
| Sezóna            | Klub              | Soutěž            | Zápasy | Góly | Soutěž        | Zápasy        | Góly          | Soutěž               | Zápasy               | Góly                 | Zápasy | Góly   |
| ----------------- | ----------------- | ----------------- | ------ | ---- | ------------- | ------------- | ------------- | -------------------- | -------------------- | -------------------- | ------ | ------ |
| 2008/09           | Janov             | Serie A           | 1      | 0    | IP            | 0             | 0             | -                    | 0                    | 0                    | 1      | 0      |
| 2009/10           | Janov             | Serie A           | 2      | 0    | IP            | 0             | 0             | -                    | 0                    | 0                    | 2      | 0      |
| Celkem za Janov   | Celkem za Janov   | Celkem za Janov   | 3      | 0    | -             | 0             | 0             | -                    | 0                    | 0                    | 3      | 0      |
| 2010/11           | Padova            | Serie B           | 25+4   | 7+2  | IP            | 1             | 0             | -                    | 0                    | 0                    | 30     | 9      |
| 2011/12           | Milan             | Serie A           | 22     | 2    | IP+IS         | 4+0           | 2             | LM                   | 2                    | 0                    | 28     | 4      |
| 2012/13           | Milan             | Serie A           | 37     | 16   | IP            | 1             | 1             | LM                   | 8                    | 2                    | 46     | 19     |
| 2013/14           | Milan             | Serie A           | 6      | 0    | IP            | 0             | 0             | LM                   | 3                    | 1                    | 9      | 1      |
| 2014/15           | Milan             | Serie A           | 18     | 3    | IP            | 1             | 0             | -                    | 0                    | 0                    | 19     | 3      |
| Celkem za Milán   | Celkem za Milán   | Celkem za Milán   | 83     | 21   | -             | 6             | 3             | -                    | 13                   | 3                    | 102    | 27     |
| 2015/16           | Monaco            | Ligue 1           | 15     | 0    | FP+FLP        | 0+0           | 0             | LM+EL                | 3+6                  | 1+2                  | 24     | 3      |
| 2016              | Řím               | Serie A           | 16     | 8    | IP            | 0             | 0             | LM                   | 2                    | 0                    | 18     | 8      |
| 2016/17           | Řím               | Serie A           | 32     | 8    | IP            | 4             | 2             | LM+EL                | 0+8                  | 0+2                  | 44     | 12     |
| 2017/18           | Řím               | Serie A           | 33     | 7    | IP            | 1             | 0             | LM                   | 10                   | 2                    | 44     | 9      |
| 2018/19           | Řím               | Serie A           | 28     | 11   | IP            | 1             | 0             | LM                   | 4                    | 0                    | 33     | 11     |
| 2019              | Šanghaj Šen-chua  | CSL               | 10     | 1    | ČP            | 3             | 3             | -                    | 0                    | 0                    | 13     | 4      |
| 2020              | Šanghaj Šen-chua  | CSL               | 6      | 0    | ČP            | 0             | 0             | -                    | 0                    | 0                    | 6      | 0      |
| Celkem za Šanghaj | Celkem za Šanghaj | Celkem za Šanghaj | 16     | 1    | -             | 3             | 3             | -                    | 0                    | 0                    | 19     | 4      |
| 2021              | Řím               | Serie A           | 10     | 1    | IP            | 0             | 0             | EL                   | 4                    | 1                    | 14     | 2      |
| 2021/22           | Řím               | Serie A           | 27     | 3    | IP            | 1             | 0             | EKL                  | 8                    | 4                    | 36     | 7      |
| 2022/23           | Řím               | Serie A           | 29     | 7    | IP            | 2             | 0             | EL                   | 11                   | 2                    | 42     | 9      |
| 2023/24           | Řím               | Serie A           | 33     | 3    | IP            | 2             | 0             | EL                   | 13                   | 0                    | 48     | 3      |
| Celkem za Řím     | Celkem za Řím     | Celkem za Řím     | 208    | 48   | -             | 11            | 2             | -                    | 60                   | 11                   | 279    | 61     |
| Celkově           | Celkově           | Celkově           | 355    | 79   | -             | 22            | 8             | -                    | 82                   | 17                   | 459    | 104    |

### Reprezentační

#### Statistika na velkých turnajích
| Reprezentace | Rok     | Zápasy              | Zápasy | Zápasy | Zápasy           | Zápasy           | Zápasy   |
| Reprezentace | Rok     | Fáze turnaje        | Datum  | Soupeř | Odehraných minut | Vstřelené branky | Výsledek |
| ------------ | ------- | ------------------- | ------ | ------ | ---------------- | ---------------- | -------- |
| Itálie       | ME 2016 | 3. zápas ve skupině | 22. 6. | Irsko  | 8                | 0                | 0:1      |

#### Reprezentační branky
| Gól | Datum        | Stadion                                   | Soupeř            | Skóre | Výsledek | Soutěž                        |
| --- | ------------ | ----------------------------------------- | ----------------- | ----- | -------- | ----------------------------- |
| 010 | 14. 11. 2012 | Stadio Ennio Tardini, Parma, Itálie       | Francie           | 1:0   | 1:2      | Přátelské utkání              |
| 020 | 10. 10. 2015 | Olympijský stadion, Baku, Ázerbájdžán     | Ázerbájdžán       | 1:2   | 1:3      | Kvalifikace na ME 2016        |
| 030 | 29. 3. 2016  | Allianz Arena, Mnichov, Německo           | Německo           | 4:1   | 4:1      | Přátelské utkání              |
| 040 | 15. 10. 2019 | Rheinpark Stadion, Vaduz, Lichtenštejnsko | Lichtenštejnsko   | 0:4   | 0:5      | Kvalifikace na ME – skupina J |
| 050 | 7. 10. 2020  | Stadio Artemio Franchi, Florencie, Itálie | Moldavsko         | 3:0   | 6:0      | Přátelské utkání              |
| 060 | 7. 10. 2020  | Stadio Artemio Franchi, Florencie, Itálie | Moldavsko         | 5:0   | 6:0      | Přátelské utkání              |
| 070 | 17. 11. 2023 | Stadio Olimpico, Řím, Itálie              | Severní Makedonie | 5:2   | 5:2      | Kvalifikace na ME 2024        |

## Úspěchy

### Klubové

#### Národní
- vítěz italského superpoháru (1x)

Milán: 2011
- vítěz činského poháru (1x)

Šanghaj: 2019

#### Kontinentální
- vítěz Evropské konferenční ligy UEFA (1x)

Řím: 2021/22

### Reprezentační
- 1× na Konfederačním poháru FIFA (2013 – bronz)
- 2× na ME (2016, 2024)

### Individuální
- nejlepší hráč Serie B (2010/11)
- nejlepší mladý hráč Serie A (2011/12)
- 2. místo v anketě Golden Boy pro nejlepšího fotbalistu Evropy do 21 let (2012)